# 영동 흥학당
영동 흥학당(永同 興學堂)은 충청북도 영동군 매곡면 노천리에 있는 조선시대의 건축물이다. 1986년 4월 28일 충청북도의 유형문화재 제152호로 지정되었다.

## 개요
박씨 종중에서 후손들이 학문을 닦고 연구하기 위해서 지은 집이다. 조선 중종 15년(1520)에 세워진 것으로 「흥당학기」에 의하면 조선 숙종(재위 1674∼1720) 때 고쳐 지은 뒤 영조(재위 1724∼1776), 고종(재위 1863∼1907) 때에 다시 고쳐 지은 것을 알 수 있다.
앞면 4칸·옆면 2칸의 규모를 가진 남향건물이다. 지붕은 옆면이 여덟 팔(八)자 모양과 비슷한 팔작지붕이며, 중앙 2칸은 우물마루로 깔아 넓은 대청으로 이용하였다. 양 끝방은 온돌방으로 만들었다.

## 참고 자료
- 영동 흥학당 - 국가유산청 국가유산포털